# Чемпионат России по хоккею с шайбой среди женщин 2007/2008
Чемпионат России по хоккею с шайбой сезона 2007/2008 среди женских команд — тринадцатый чемпионат России среди женщин. Проводился с 29 сентября 2007 года по 4 мая 2008 года. В первенстве страны участвовало всего пять команд.
Чемпионом России стал ХК СКИФ Нижегородская область, серебряные медали завоевал ХК «Торнадо» Дмитров, а бронзовые медали завоевал ХК «Спартак-Меркурий» Екатеринбург.

## Турнирная таблица
| М | Команда                         | И  | В  | ВО | ВБ | ПО | ПБ | П  | ЗШ  | ПШ  | О  |
| - | ------------------------------- | -- | -- | -- | -- | -- | -- | -- | --- | --- | -- |
| 1 | СКИФ Нижегородская область      | 24 | 22 | 0  | 1  | 0  | 0  | 1  | 115 | 14  | 68 |
| 2 | «Торнадо» Дмитров               | 24 | 19 | 0  | 0  | 0  | 1  | 4  | 160 | 26  | 58 |
| 3 | «Спартак-Меркурий» Екатеринбург | 24 | 8  | 0  | 0  | 0  | 0  | 16 | 56  | 94  | 24 |
| 4 | «Локомотив» Красноярск          | 24 | 5  | 0  | 0  | 0  | 0  | 19 | 33  | 144 | 15 |
| 5 | «Факел» Челябинская область     | 24 | 5  | 0  | 0  | 0  | 0  | 19 | 17  | 103 | 15 |

Примечание: М — место, И — количество игр, В — выигрыши в основное время, ВО — выигрыши в овертайме, ВБ — выигрыши по буллитам, ПБ — поражения по буллитам, ПО — поражения в овертайме, П — поражения в основное время, ЗШ — забито шайб, ПШ — пропущено шайб, О — очки.